# Le Fresnoy - Studio national des arts contemporains
Pour les articles homonymes, voir Fresnoy.
Le Fresnoy - Studio national des arts contemporains est un établissement français de formation, de production et de diffusion artistiques, audiovisuelles et numériques. Il a été fondé en octobre 1997 à Tourcoing. L’objectif du Studio national est de permettre à de jeunes créateurs, venus du monde entier, de réaliser des œuvres avec des moyens techniques professionnels et dans un large décloisonnement des différents moyens d’expression. Le champ de travail, théorique et pratique, est celui de tous les langages audiovisuels sur les supports traditionnels, argentiques et électroniques (photographie, cinéma et vidéo) comme sur ceux de la création numérique.
La production des projets est placée sous la direction d’artistes reconnus, qui réalisent eux-mêmes un projet personnel auquel sont associés les jeunes créateurs.
La production d’œuvres est prolongée par une politique de diffusion : expositions et événements variés se succèdent et explorent, tout au long de l’année, les enjeux de la création contemporaine. En particulier, l’exposition « Panorama » présente chaque année l’ensemble des productions du Fresnoy, soit plus de 50 œuvres : films, vidéos, installations, performances, photographies…

## Historique du lieu

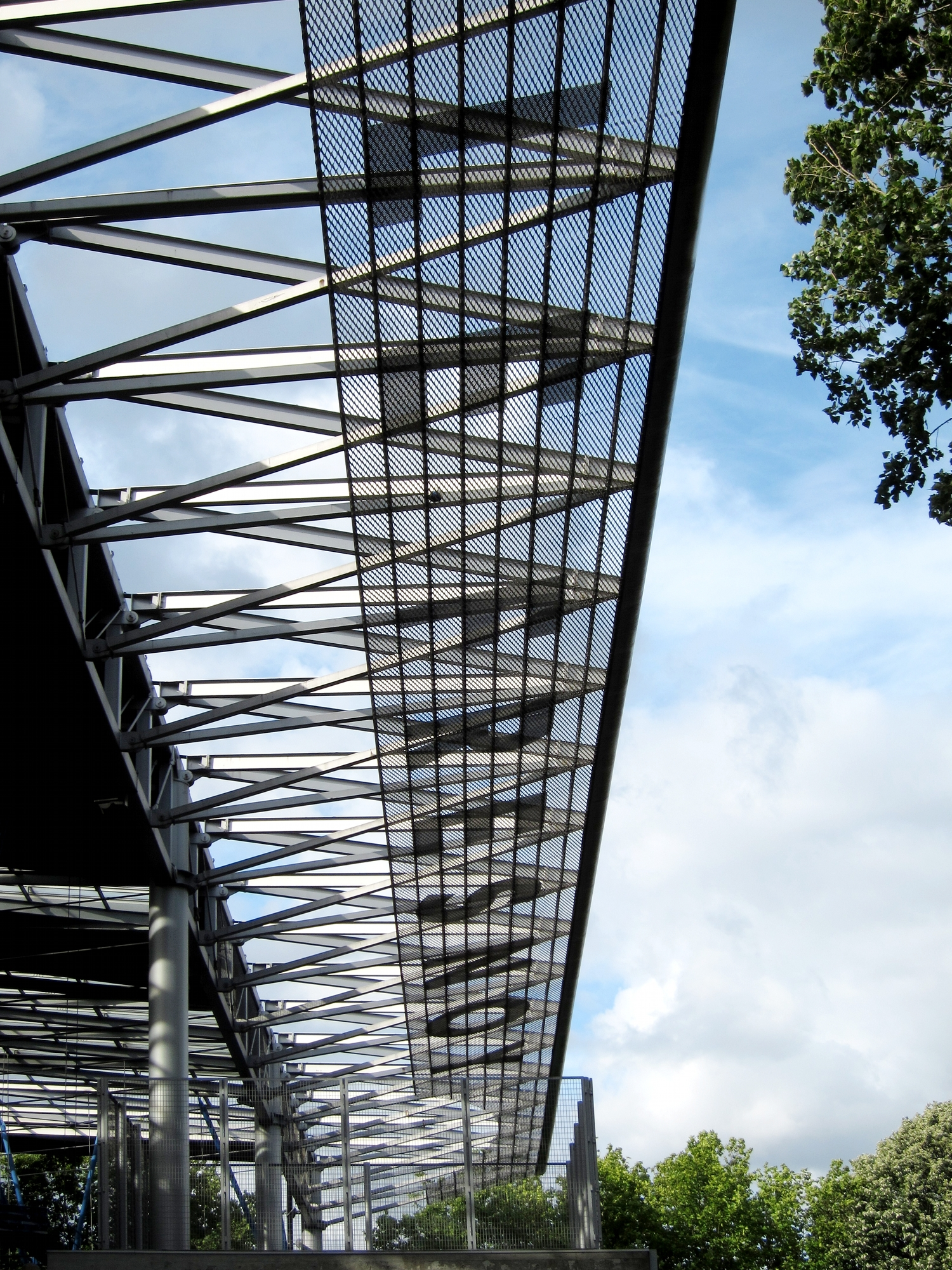
L'auvent de la façade.

Le Fresnoy - Studio national était un complexe de divertissement populaire : cinéma de 1 000 places, piscine transformée en manège d’équitation, salle de patinage à roulettes, dancing, brasseries, salles de jeux, pouvant accueillir jusqu'à 6 000 personnes qui a fonctionné de 1905 à 1984.
Le chantier de réhabilitation a été confié à l’architecte Bernard Tschumi.

## Architecture du nouveau site
Le projet peut se résumer par la « mise sous hangar » des anciens bâtiments aux toits de tuiles. Ils sont ainsi intégrés et abrités par un parallélépipède fermé côté nord, ouvert pour les trois autres côtés, surmonté d’un toit de 100 x 80 m percé de grandes ouvertures et formé de grandes verrières recouvertes de plaques de polycarbonate transparent en forme de « nuage ». Bernard Tschumi voit le projet comme « une succession de boîtes dans une boîte. »
Le site propose sur onze mille mètres carrés une école, un plateau de tournage, des salles de spectacles et d’expositions, deux cinémas, des laboratoires de recherche et de production (son, image électronique, film et vidéo), des locaux pour l’administration et la restauration ainsi qu’une dizaine de logements. Ce complexe est capable d’accueillir un public composé de plus de mille personnes pouvant tout à la fois visiter les lieux d’exposition et assister aux projections proposées. Plusieurs espaces, la librairie Bookstorming spécialisée dans l'art contemporain, une médiathèque, un restaurant (Le Grand Escalier) avec une terrasse surplombant un jardin de roses.

## Le projet pédagogique
À la demande de Dominique Bozo, délégué aux arts plastiques dans les années 1980, Alain Fleischer, actuel directeur du Fresnoy, alors professeur à l'Ecole d'art de Paris-Cergy, est chargé au titre d’une « mission exploratoire et fondatrice » de créer un endroit qui deviendrait à la fois une « Villa Médicis high tech, un Bauhaus de l’électronique, un Ircam des arts plastiques », et un « lieu ouvert entièrement à la transdisciplinarité. »
Le Fresnoy - Studio national accueille, pour deux années, des étudiants de toutes nationalités admis à l’issue d’un concours d’entrée. Le nombre d’étudiants est limité à vingt-quatre par session, ce qui fait quarante huit étudiants sur place en permanence. La première année est principalement consacrée aux arts-visuels traditionnels (cinéma, photographie), la seconde année aux nouvelles technologies (installation, dispositifs interactifs).
On y retrouve de jeunes cinéastes, photographes, plasticiens, performeurs, artistes issus du cirque, de la vidéo, du théâtre et du NetArt.
La formation s'articule autour de la production d’œuvres à échelle 1 avec des moyens techniques et un encadrement professionnels et l'intervention des artistes-professeurs invités qui produisent également une œuvre. Le projet pédagogique englobe « toutes les disciplines artistiques et audiovisuelles, traditionnelles ou issues des techniques les plus récentes. » Ce programme est complété par la présentation publique des œuvres réalisées, lors de l'exposition Panorama, qui a lieu chaque année à l'automne.

## Les expositions
Chaque année, vers la fin septembre début octobre, les œuvres réalisées tant par les étudiants que par les « artistes-intervenants ou artistes professeurs invités » au cours de l’année sont présentées sous le titre de « Panorama ».

### Autres expositions
- « Projections, les transports de l’image », 1997
- « La Traversée du paysage », 1998
- « La Voix / Voices », 1999
- « Nouveaux Indices », 1999
- « Jochen Gerz - Le cadeau », 2000
- « Len Lye », 2000
- « Fables du lieu », 2001
- « Attila Csorgo », 2001
- « C'est pas du cinéma », 2002
- « Sans commune mesure », 2002
- « Fabio Mauri : l'écran mental », 2003
- « De mémoires », 2003
- « Jamais vu », 2004
- « La ville qui fait signe », 2004
- « Casting Stories », 2005
- « L’art de produire l’art », 2005
- « Lumière du temps », 2006 Exposition monographique consacrée à l’œuvre de Thierry Kuntzel.
- « Londres-Bombay », 2006
- « Histoires animées », 2007
- « Jardin - Théâtre Bestiarium », 2008
- « Dans la nuit, des images. Création visuelle et numérique en Europe », 2008[9] Sur près de 140 œuvres présentées, la moitié furent produites au Fresnoy. L'exposition confronte « la nouvelle garde des artistes contemporains » à d'autres artistes « jouissant d'une renommée internationale comme Thierry Kuntzel, Bill Viola, William Klein, Michael Snow, Nam June Paik ou Bob Wilson[10]. »
- « Never Dance Alone », 2008
- « Vidéo Europa », 2009
- « Never Dance Alone », 2009
- « Thierry Kuntzel / Bill Viola, Deux éternités proches », 2010
- « ABC - Art belge contemporain », 2010
- « Solo Snow. Exposition Michael Snow », 2011
- « Let's Dance », 2011
- « Visions fugitives, Du dessin animé aux images de synthèse », 2012
- « Histoires de fantômes pour grandes personnes » par Georges Didi-Huberman et Arno Gisinger, 2012
- « Walden Memories », 2013 Installation / performances - conception : Jean-François Peyret.
- « Beat Generation - Allen Ginsberg », 2013[11]
- « A Montréal, quand l'image rôde », commissaire Louise Déry, 2013
- « LUX », la lumière en exposition, commissaire Michel Nuridsany, 2014
- « Ficcionario », Sebastian Diaz Morales monographie, directrice artistique Caroline Bourgeois, 2015
- « Drôles de trames ! », 2016
- « Poétiques des sciences », 2017
- « Le rêve des formes », Palais de Tokyo, 2017
- « Océans - Une vision du monde au rythme des vagues », 2018 En collaboration avec la Fondation Thyssen-Bornemisza (TBA21).
- « Le Laboratoire de la nature », 2019
- « Les revenants », Panorama 21, 2019
- « Les sentinelles », Panorama 22, 2020-2021
- « … par le rêve…, » Panorama 23, 2021
- « Jusque-là », 2022 En collaboration avec la collection Pinault.
- « De l'autre côté », Panorama 24, commissariat de Marie Lavandier, 2022
- « Toute ressemblance avec la réalité n’est pas une pure coïncidence" », Panorama 26, commissariat de Marta Gili, 2024

## Artistes professeurs invités
(Liste non exhaustive.)
- Antoni Abad (en), sculpteur et vidéaste, Chantal Akerman, cinéaste, Mathieu Amalric, cinéaste, Georges Aperghis, compositeur, Kader Attia, artiste
- Hicham Benohoud, Tony Brown (artiste canadien)[12], Alain Buffard, danseur et chorégraphe
- Pier Paolo Calzolari, plasticien, Bernard Cavanna, compositeur, Andrea Cera, Caroline Champetier, directrice de la photographie, Grégory Chatonsky, plasticien, Ali Cherri, plasticien, Choi Chung Chun, Hannah Collins, Pascal Convert, plasticien, Denis Côté, cinéaste, Edgardo Cozarinsky, écrivain, acteur, scénariste et réalisateur
- Daniel Danis, dramaturge, Anne Teresa De Keersmaeker, danseuse et chorégraphe, Thierry De Mey, musicien et cinéaste, Claire Denis, cinéaste, Arnaud des Pallières, réalisateur et scénariste, Daniel Dobbels, chorégraphe, Peter Downsbrough, plasticien, Tom Drahos, Bruno Dumont, cinéaste, Vinciane Despret, psychologue et philosophe
- Justine Emard, plasticienne
- Malachi Farrell, plasticien, art cinétique, Joan Fontcuberta, photographe, Don Foresta, vidéaste
- Jochen Gerz, peintre et plasticien, Terry Gilliam, cinéaste, Jean-Luc Godard, cinéaste,Miguel Gomes, cinéaste, Dominique Gonzalez-Foerster, cinéaste et vidéaste, Eugène Green, cinéaste, Alan Guichaoua, directeur de la photographie
- Marcel Hanoun, photographe et cinéaste, Robert Henke, Musicien Kurt Hentschlager, vidéaste, Gary Hill, vidéaste, Danièle Huillet, cinéaste
- Catherine Ikam, plasticienne, Ryoji Ikeda, artiste acousticien
- Benoît Jacquot, cinéaste, Alain Jaubert, écrivain et réalisateur pour la télévision
- Eduardo Kac, plasticien, Yann Kersalé, plasticien lumière, Andrew Kötting (en), cinéaste, Robert Kramer, cinéaste
- André S. Labarthe, cinéaste, Ulf Langheinrich, compositeur et vidéaste, Mauro Lanza, compositeur, David Link
- Chris Marker, réalisateur, Armando Menicacci, artiste, Avi Mograbi, cinéaste, Andrea Molino, compositeur et chef d'orchestre, Valérie Mréjen, romancière, plasticienne et vidéaste, Antoni Muntadas, artiste multimédia, Jean-Marc Musial, metteur en scène, Bertrand Mandico, réalisateur
- Paolo Pachini, compositeur, Sven Palhsson, artiste, Éric Poitevin, photographe
- Nicolas Reeves, créateur-chercheur, artiste en science-art et arts numériques, Robin_Rimbaud, compositeur et musicien, Roque Rivas, compositeur
- Christian Rizzo, danseur et chorégraphe, Fausto Romitelli, compositeur, François Rouan, peintre, Raoul Ruiz, cinéaste
- Charles Sandison (sco), artiste, Sarkis, plasticien, Michael Snow (cinéaste, peintre, photographe, pianiste, sculpteur), S et P Stanikas, plasticiens, cinéastes, Jean-Marie Straub, cinéaste
- Atau Tanaka, compositeur, Kasper Toeplitz, compositeur, Tsai Ming-liang, cinéaste
- Kris Verdonck, metteur en scène et plasticien

## Quelques anciens élèves
- Promotion Joseph Cornell 1997-1999
  - Arnold Pasquier
  - Kimiko Yoshida
- Promotion John Cage 1998-2000
  - Sébastien Betbeder
  - Magali Desbazeille
  - Lilian Franck
  - Tina Gharavi (en)
  - Marine Hugonnier
  - Anri Sala
- Promotion Paul Klee 1999-2001
  - Sandy Amerio
  - Louidgi Beltrame
  - Christelle Lheureux
  - Joachim Montessuis
- Promotion Pier Paolo Pasolini 2000-2002
  - Benoît Forgeard
- Promotion Moholy-Nagy 2001-2003
  - Laurent Grasso
  - Laura Henno
  - Vimukthi Jayasundara
  - Ariane Michel
  - Marlène Rabaud
- Promotion Johan van der Keuken 2002-2004
  - Thierry Bernard-Gotteland
  - Laura Erber
  - Laurent Pernot
- Promotion Jean Cocteau 2003-2005
  - Laurent Mareschal
  - Sebastian Diaz Morales (en)
- Promotion Jean-Luc Godard 2004-2006
  - Fabien Giraud
  - Raphaël Siboni
  - Tami Notsani
- Promotion Sartre-Beauvoir 2005-2007
  - Delphine de Blic
  - Liu Zhenchen
- Promotion Nam June Paik 2006-2008
  - Clément Cogitore
  - Benjamin Crotty
- Promotion Thierry Kuntzel 2007-2009
  - Bertille Bak
  - Mati Diop
  - Mario Brondo
  - Kapwani Kiwanga
  - Sébastien Loghman
- Promotion Danièle Huillet et Jean-Marie Straub 2008-2010
  - Mohamed Bourouissa
- Promotion Pina Bausch 2009-2011
  - Neil Beloufa
  - Camille Ducellier
  - Orsten Groom
  - Alexandre Maubert
  - Isabelle Prim
- Promotion Michael Snow 2010-2012
  - Maya Da-Rin
  - Smith
- Promotion Chris Marker 2011-2013
  - Hicham Berrada
  - Hu Wei
- Promotion Raul Ruiz 2012-2014
  - Eduardo Williams
- Promotion Bill Viola 2013-2015
  - Randa Maroufi
- Promotion Alain Resnais 2014-2016
  - Mathilde Lavenne
- Promotion Michelangelo Antonioni 2017-2019
  - Melisa Liebenthal
- Promotion Jonas Mekas 2019-2021
  - Moufouli Bello